# Columnea purpureovittata
Columnea purpureovittata là một loài thực vật có hoa trong họ Tai voi. Loài này được (Wiehler) B.D.Morley mô tả khoa học đầu tiên năm 1975.